# フェトゥカモカモ・ダグラス
フェトゥカモカモ・ダグラス（Whetukamokamo Douglas、1991年4月18日 - ）は、ジャパンラグビーリーグワン狭山セコムラガッツに所属するラグビーユニオン選手。

## プロフィール
- ニュージーランドロトルア出身[1]。
- ポジションはフランカー(FL)、ナンバーエイト(No8)。
- 身長 190cm、体重 110kg
- マオリ・オールブラックスに選ばれたことがある[2]。

## 略歴
ワイカト、クルセイダーズ、ベネットン、カンタベリー、ベイオブプレンティーを経て、2021年、NECグリーンロケッツ東葛に加入。
2022年1月8日に行われたJAPAN RUGBY LEAGUE ONE第1節横浜キヤノンイーグルス戦にて先発出場で日本での公式戦初出場を果たした。
2023年、セコムラガッツ(現・狭山セコムラガッツ)に加入。